# Normstorp
Normstorp är ett säteri i Linköpings kommun (Slaka socken), Östergötlands län. 

## Historik
Normstorps säteri i Slaka socken i Valkebo härad. År 1639 köptes Normstorp av underståthållaren Lars Grubbe. Tillhörde sedermera dennes svåger assessorn Måns Ekegren samt vidare Claude Hägerstierna och 1683 hans
arvingar såsom säteri av 3 mantal skattesäteri och 1686 som dels skatte och dels kronosäteri. Tillhörde på 1690-talet Hägerstiernas måg, envoyén Johan Ekeblad (död 1697) samt därefter hans måg, geheimerådet, friherre Filip Christoffer Marderfelt. Tillhörde därefter landshövdingen, friherre Peter von Danckwardt (1662–1732), vidare hans måg, hovintendenten Anders von Flygarell (död 1734), dennes måg generallöjtnanten och landshövding, friherre Reinhold Johan von Lingen (död 1785). Ägdes 1818 av revisionssekreteraren Per Jakob Netzel, 1850 av hovjägmästaren Nils Adolf Ekenstam, 1859 av herr Viktor Hartman, 1871 av överste Klas Meurling.